# 赤貧

1987年至2013年按世界區域劃分的極端貧困人口總數。

極端貧困、深度貧困、赤貧或絕對貧困是最嚴重的貧困類型，聯合國將極端貧困定義為“嚴重剝奪人類基本需求為特徵的狀況，包括食物、安全飲用水、衛生設施、健康、住所、教育和信息。這不僅取決於收入，還取決於獲得服務的機會”。從歷史上看，聯合國內部也曾提出過其他的定義。
2018年，極端貧困主要是指收入低於世界銀行設定的每天1.90美元（2011年價格，相當於2021年2.29美元）的國際貧困線。 2017年10月，世界銀行將國際貧困線更新為每天 1.90 美元。 這相當於1996年每天1.00美元的等同收入，因此廣泛使用的表述是“每天靠不到1美元生活”。 絕大多數極端貧困人口居住在南亞和撒哈拉以南非洲地區。據估計，截至 2018 年，生活在極端貧困中的人口最多的國家是尼日利亞，為 8600 萬。
過去，世界上絕大多數人口生活在極端貧困的條件下。生活在絕對貧困中的全球人口比例從 1800 年的 80% 以上下降到 2015 年的 20% 以下。 根據聯合國的估計，2015 年大約有7.34億人或10%仍處於極端貧困中。 這個數字在1990年和2008年分別為19億和12億。儘管仍有大量人口仍低於國際貧困線，但這些數字代表了國際社會的重大進步，因為數字顯示了在過去15年裡有10億人脫離赤貧，當中絕大多數是來自中國。
在全球範圍內的民意調查中，被調查者傾向於認為極端貧困並沒有減少。
減少極端貧困和飢餓是聯合國於 2000 年制定的第一個千年發展目標（MDG1）。具體而言，目標是到2015年將極端貧困率降低一半，這一目標已提前五年實現。在繼千年發展目標之後的可持續發展目標中，目標是在世界各地消除一切形式的極端貧困。通過這一宣言，包括聯合國和世界銀行在內的國際社會已經通過了到 2030 年消除極端貧困的目標。

## 極端貧窮的意思

### 以前的定義
1993年7月，當時的聯合國極端貧困和人權問題特別報告員萊安德羅·德斯波伊使用了他改編自1987年法國經濟及社會理事會報告的定義。約瑟夫·威辛斯基是國際ATD第四世界運動的創始人，區分了“缺乏基本安全”（貧困）和“慢性貧困”（極端貧困），將消除極端貧困聯繫起來，讓目前正在經歷極端貧困的人們有真正的機會去鍛煉一切他們的人權：
“缺乏基本安全意味著缺乏使個人和家庭承擔基本責任和享有基本權利的一種或多種因素。這種情況可能會蔓延並導致更嚴重和更持久的後果。缺乏基本安全會導致長期貧困同時會影響到人們生活的幾個方面時，當貧困延長時，貧困嚴重損害人們在可預見的將來重新獲得權利和重新承擔責任的機會時。”
1989年6月，聯合國特別報告員達尼洛·蒂爾克在關於實現經濟、社會和文化權利的初步報告中提到了這一定義。 2012年9月聯合國人權理事會通過的《聯合國極端貧困與人權指導原則》至今仍在使用它。

### 基於消費的定義

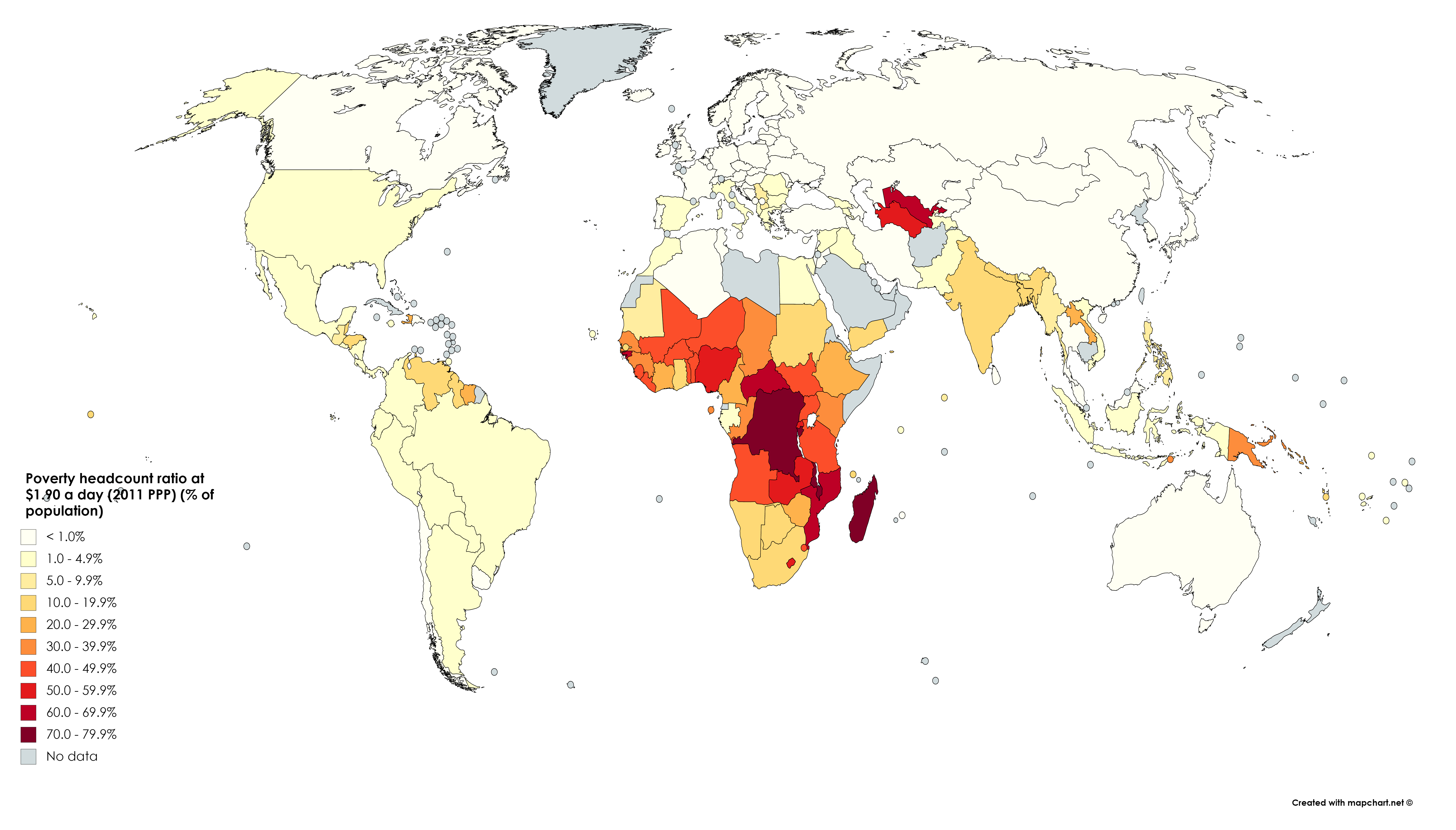
每天收入低於1.90美元的貧困人口比率（2011 年購買力平價）

國際社會將極端貧困定義為每天收入低於1.90 美元，以2011年國際價格衡量（相當於2018年的2.12美元）。這個數字，也稱為國際貧困線，會定期更新，以考慮通貨膨脹和生活成本的差異；它最初在1996年被定義為每天1.00美元。更新是根據新的價格數據進行的，以盡可能準確地描述世界各地的基本食品、衛生服務、服裝和住所的成本。最新的修訂是在2015年，當時世界銀行將線提高到1.90美元。
由於世界上許多最貧窮的人沒有貨幣收入，因此貧困的衡量是基於一個人消費的貨幣價值。 否則，只依靠貨幣收入來進行貧困測量，將忽略主要消費自己生產的自給自足農民的家庭生產價值。

### 替代定義
「每天收入低於1.90 美元」仍然是最廣泛使用的指標，因為它突出了處於最惡劣條件下的人的現實。不過，儘管這定義被大多數國際組織廣泛使用，但由於各種因素而受到質疑。 例如，這指標不考慮人們在貧困線以下的程度，即貧困的深度。 為此有些機構發布了有關貧困差距的其他數據。此外，貧困線的計算依賴消費者價格信息來計算購買力平價，但購買力平價很難衡量，也必然存在爭議。 與所有其他指標一樣，最貧窮和最脆弱的國家相當可能會缺少相關數據。

## 生活在極端貧困中的人口比例
按地區劃分的極端貧困百分比(2017)
每日收入低於1.90美元貧困線的人數（2011 年購買力平價）（以百萬計）
| Region               | 1990   | 1995   | 2000   | 2005   | 2010   | 2015   | 2017   |
| -------------------- | ------ | ------ | ------ | ------ | ------ | ------ | ------ |
| 發達國家             | 4.06   | 4.99   | 4.7    | 5.48   | 5.28   | 7.91   | 7.45   |
| 拉丁美洲和加勒比地區 | 66.61  | 64.75  | 65.77  | 54.04  | 35.3   | 22.95  | 23.73  |
| 中東和北非           | 14.8   | 16.49  | 9.95   | 9.6    | 6.86   | 15.74  | 24.16  |
| 南亞                 | 557.05 | 550.44 | 564.92 | 533.28 | 425.32 | 230.51 | 173.1  |
| 東亞和太平洋         | 977.29 | 766.14 | 632.26 | 347.99 | 212.12 | 42.08  | 29.15  |
| 歐洲和中亞           | 11.51  | 32     | 34.28  | 22.04  | 11.27  | 7.35   | 6.37   |
| 撒哈拉以南非洲       | 280.95 | 352.76 | 388.27 | 393.57 | 412.49 | 417.6  | 432.5  |
| Total                | 1,910  | 1,790  | 1,700  | 1,370  | 1,110  | 744.14 | 696.45 |

## 當前趨勢

### 歸零

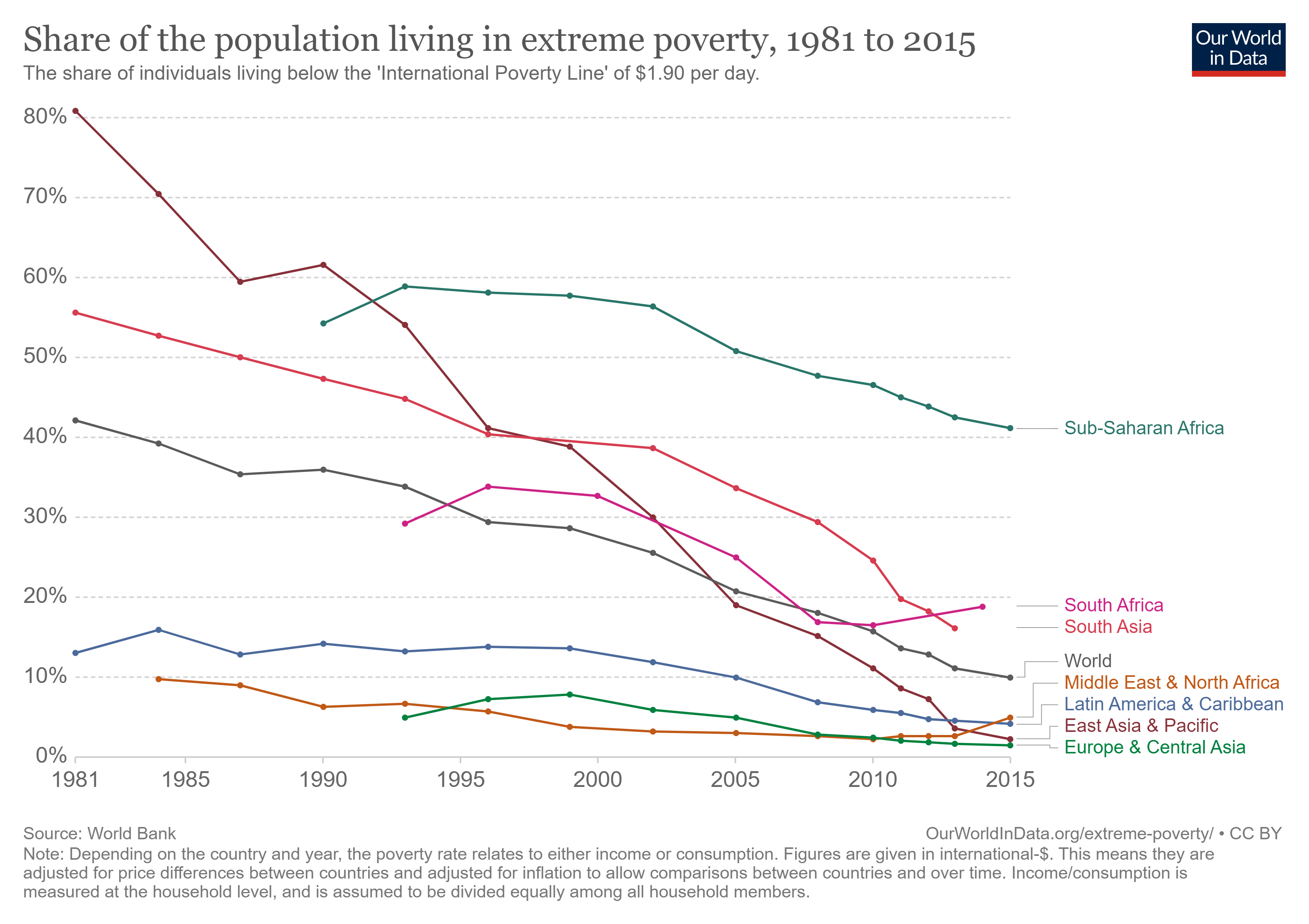
世界特定地區生活在極端貧困中的人口比例

根據世界銀行對每天1.90美元的定義，截至2021年，大約7.1億人仍處於極端貧困之中（或全球大約十分之一的人）。 其中近一半生活在印度和中國，超過85%的人生活在20個國家。 自1990年代中期以來，全球貧困率和極端貧困人口總數都在穩步下降。 1990年，全球極端貧困人口的比例為43%，但到2011年，這一比例下降到21%。 將極端貧困率減半符合聯合國前秘書長科菲·安南提出的第一個千年發展目標（MDG1），他在世紀之交呼籲國際社會降低極端貧困人口的比例到2015年減半。